# 24 uur van Daytona 2010
De 24 uur van Daytona 2010 was de 48e editie van deze endurancerace. De race werd verreden op 30 en 31 januari 2010 op de Daytona International Speedway nabij Daytona Beach, Florida.
De race werd gewonnen door de Action Express Racing #9 van João Barbosa, Terry Borcheller, Ryan Dalziel en Mike Rockenfeller. Voor Borcheller was het zijn tweede Daytona-zege, terwijl Barbosa, Dalziel en Rockenfeller allemaal hun eerste overwinning behaalden. De GT-klasse werd gewonnen door de SpeedSource #70 van Jonathan Bomarito, Nick Ham, David Haskell en Sylvain Tremblay.

## Race
Winnaars in hun klasse zijn vetgedrukt.
| Pos. | Klasse | No. | Team                                        | Coureurs                                                                                   | Chassis                | Banden | Ronden |
| Pos. | Klasse | No. | Team                                        | Coureurs                                                                                   | Motor                  | Banden | Ronden |
| ---- | ------ | --- | ------------------------------------------- | ------------------------------------------------------------------------------------------ | ---------------------- | ------ | ------ |
| 1    | DP     | 9   | Action Express Racing                       | João Barbosa Terry Borcheller Ryan Dalziel Mike Rockenfeller                               | Riley Mk. XI           | P      | 755    |
| 1    | DP     | 9   | Action Express Racing                       | João Barbosa Terry Borcheller Ryan Dalziel Mike Rockenfeller                               | Porsche 5.0L V8        | P      | 755    |
| 2    | DP     | 01  | Chip Ganassi Racing with Felix Sabates      | Max Papis Scott Pruett Memo Rojas Justin Wilson                                            | Riley Mk. XI           | P      | 755    |
| 2    | DP     | 01  | Chip Ganassi Racing with Felix Sabates      | Max Papis Scott Pruett Memo Rojas Justin Wilson                                            | BMW 5.0L V8            | P      | 755    |
| 3    | DP     | 95  | Level 5 Motorsports                         | Christophe Bouchut Ryan Hunter-Reay Lucas Luhr Scott Tucker Richard Westbrook              | Riley Mk. XI           | P      | 751    |
| 3    | DP     | 95  | Level 5 Motorsports                         | Christophe Bouchut Ryan Hunter-Reay Lucas Luhr Scott Tucker Richard Westbrook              | BMW 5.0L V8            | P      | 751    |
| 4    | DP     | 75  | Krohn Racing                                | Colin Braun Niclas Jönsson Tracy Krohn Ricardo Zonta                                       | Proto-Auto Lola B08/70 | P      | 735    |
| 4    | DP     | 75  | Krohn Racing                                | Colin Braun Niclas Jönsson Tracy Krohn Ricardo Zonta                                       | Ford 5.0L V8           | P      | 735    |
| 5    | DP     | 60  | Michael Shank Racing                        | Burt Frisselle Oswaldo Negri jr. John Pew Mark Wilkins                                     | Riley Mk. XI           | P      | 726    |
| 5    | DP     | 60  | Michael Shank Racing                        | Burt Frisselle Oswaldo Negri jr. John Pew Mark Wilkins                                     | Ford 5.0L V8           | P      | 726    |
| 6    | DP     | 10  | SunTrust Racing                             | Max Angelelli Pedro Lamy Ricky Taylor Wayne Taylor                                         | Dallara DP01           | P      | 711    |
| 6    | DP     | 10  | SunTrust Racing                             | Max Angelelli Pedro Lamy Ricky Taylor Wayne Taylor                                         | Ford 5.0L V8           | P      | 711    |
| DNF  | DP     | 6   | Michael Shank Racing                        | A.J. Allmendinger Brian Frisselle Mark Patterson Michael Valiante                          | Riley Mk. XI           | P      | 707    |
| DNF  | DP     | 6   | Michael Shank Racing                        | A.J. Allmendinger Brian Frisselle Mark Patterson Michael Valiante                          | Ford 5.0L V8           | P      | 707    |
| 8    | GT     | 70  | SpeedSource                                 | Jonathan Bomarito Nick Ham David Haskell Sylvain Tremblay                                  | Mazda RX-8             | P      | 707    |
| 8    | GT     | 70  | SpeedSource                                 | Jonathan Bomarito Nick Ham David Haskell Sylvain Tremblay                                  | Mazda 2.0L 3-Rotor     | P      | 707    |
| 9    | GT     | 67  | The Racer's Group/Flying Lizard Motorsports | Jörg Bergmeister Patrick Long Seth Neiman Johannes van Overbeek                            | Porsche 997 GT3 Cup    | P      | 703    |
| 9    | GT     | 67  | The Racer's Group/Flying Lizard Motorsports | Jörg Bergmeister Patrick Long Seth Neiman Johannes van Overbeek                            | Porsche 3.6L Flat-6    | P      | 703    |
| 10   | GT     | 66  | The Racer's Group                           | Ted Ballou Kelly Collins Patrick Flanigan Wolf Henzler Andy Lally                          | Porsche 997 GT3 Cup    | P      | 691    |
| 10   | GT     | 66  | The Racer's Group                           | Ted Ballou Kelly Collins Patrick Flanigan Wolf Henzler Andy Lally                          | Porsche 3.6L Flat-6    | P      | 691    |
| 11   | GT     | 57  | Stevenson Motorsports                       | Andrew Davis Robin Liddell Jan Magnussen                                                   | Chevrolet Camaro GT.R  | P      | 683    |
| 11   | GT     | 57  | Stevenson Motorsports                       | Andrew Davis Robin Liddell Jan Magnussen                                                   | GM 6.0L V8             | P      | 683    |
| 12   | GT     | 44  | Magnus Racing                               | Jeroen Bleekemolen Richard Lietz John Potter Craig Stanton                                 | Porsche 997 GT3 Cup    | P      | 683    |
| 12   | GT     | 44  | Magnus Racing                               | Jeroen Bleekemolen Richard Lietz John Potter Craig Stanton                                 | Porsche 3.6L Flat-6    | P      | 683    |
| 13   | GT     | 40  | Dempsey Racing                              | Patrick Dempsey Charles Espenlaub Joe Foster Scott Maxwell                                 | Mazda RX-8             | P      | 682    |
| 13   | GT     | 40  | Dempsey Racing                              | Patrick Dempsey Charles Espenlaub Joe Foster Scott Maxwell                                 | Mazda 2.0L 3-Rotor     | P      | 682    |
| 14   | GT     | 43  | Team Sahlen                                 | Joe Nonnamaker Wayne Nonnamaker Will Nonnamaker Joe Sahlen                                 | Mazda RX-8             | P      | 682    |
| 14   | GT     | 43  | Team Sahlen                                 | Joe Nonnamaker Wayne Nonnamaker Will Nonnamaker Joe Sahlen                                 | Mazda 2.0L 3-Rotor     | P      | 682    |
| 15   | GT     | 94  | Turner Motorsport                           | Bill Auberlen Paul Dalla Lana Joey Hand Boris Said                                         | BMW M6                 | P      | 675    |
| 15   | GT     | 94  | Turner Motorsport                           | Bill Auberlen Paul Dalla Lana Joey Hand Boris Said                                         | BMW 5.0L V10           | P      | 675    |
| 16   | GT     | 71  | The Racer's Group                           | Timo Bernhard Romain Dumas Tim George jr. Bobby Labonte Spencer Pumpelly                   | Porsche 997 GT3 Cup    | P      | 668    |
| 16   | GT     | 71  | The Racer's Group                           | Timo Bernhard Romain Dumas Tim George jr. Bobby Labonte Spencer Pumpelly                   | Porsche 3.6L Flat-6    | P      | 668    |
| 17   | GT     | 97  | Stevenson Motorsports                       | Matt Bell Mike Borkowski Brady Refenning Gunter Schaldach                                  | Chevrolet Camaro GT.R  | P      | 661    |
| 17   | GT     | 97  | Stevenson Motorsports                       | Matt Bell Mike Borkowski Brady Refenning Gunter Schaldach                                  | GM 6.0L V8             | P      | 661    |
| 18   | GT     | 32  | Corsa Team PR1                              | Rob Finlay Max Hyatt Thomas Merrill Jeff Westphal                                          | BMW M6                 | P      | 657    |
| 18   | GT     | 32  | Corsa Team PR1                              | Rob Finlay Max Hyatt Thomas Merrill Jeff Westphal                                          | BMW 5.0L V10           | P      | 657    |
| 19   | GT     | 23  | Alex Job Racing                             | Jack Baldwin Claudio Burtin Dominik Farnbacher Mitch Pagerey Martin Ragginger              | Porsche 997 GT3 Cup    | P      | 656    |
| 19   | GT     | 23  | Alex Job Racing                             | Jack Baldwin Claudio Burtin Dominik Farnbacher Mitch Pagerey Martin Ragginger              | Porsche 3.6L Flat-6    | P      | 656    |
| 20   | GT     | 22  | Bullet Racing                               | Ross Bentley Sean McIntosh Kees Nierop Darryl O'Young                                      | Porsche 997 GT3 Cup    | P      | 632    |
| 20   | GT     | 22  | Bullet Racing                               | Ross Bentley Sean McIntosh Kees Nierop Darryl O'Young                                      | Porsche 3.6L Flat-6    | P      | 632    |
| DNF  | DP     | 99  | GAINSCO/Bob Stallings Racing                | Jon Fogarty Alex Gurney Jimmie Johnson Jimmy Vasser                                        | Riley Mk. XI           | P      | 630    |
| DNF  | DP     | 99  | GAINSCO/Bob Stallings Racing                | Jon Fogarty Alex Gurney Jimmie Johnson Jimmy Vasser                                        | Chevrolet 5.0L V8      | P      | 630    |
| 22   | GT     | 41  | Dempsey Racing/Team Seattle                 | James Gue Leh Keen Don Kitch jr. Dave Lacey                                                | Mazda RX-8             | P      | 620    |
| 22   | GT     | 41  | Dempsey Racing/Team Seattle                 | James Gue Leh Keen Don Kitch jr. Dave Lacey                                                | Mazda 2.0L 3-Rotor     | P      | 620    |
| DNF  | DP     | 55  | Crown Royal/NPN Racing                      | Christophe Bouchut Sébastien Bourdais Emmanuel Collard Sascha Maassen Scott Tucker         | Riley Mk. XI           | P      | 619    |
| DNF  | DP     | 55  | Crown Royal/NPN Racing                      | Christophe Bouchut Sébastien Bourdais Emmanuel Collard Sascha Maassen Scott Tucker         | BMW 5.0L V8            | P      | 619    |
| 24   | DP     | 77  | Doran Racing                                | Memo Gidley Fabrizio Gollin Brad Jaeger Derek Johnston                                     | Dallara DP01           | P      | 612    |
| 24   | DP     | 77  | Doran Racing                                | Memo Gidley Fabrizio Gollin Brad Jaeger Derek Johnston                                     | Ford 5.0L V8           | P      | 612    |
| 25   | GT     | 14  | Autometrics Motorsports                     | Cory Friedman Glen Gatlin Daniel Graeff Seth Thomas Ron Yarab jr.                          | Porsche 997 GT3 Cup    | P      | 611    |
| 25   | GT     | 14  | Autometrics Motorsports                     | Cory Friedman Glen Gatlin Daniel Graeff Seth Thomas Ron Yarab jr.                          | Porsche 3.6L Flat-6    | P      | 611    |
| DNF  | DP     | 59  | Brumos Racing                               | David Donohue Hurley Haywood Darren Law Butch Leitzinger Raphael Matos                     | Riley Mk. XI           | P      | 582    |
| DNF  | DP     | 59  | Brumos Racing                               | David Donohue Hurley Haywood Darren Law Butch Leitzinger Raphael Matos                     | Porsche 4.0L Flat-6    | P      | 582    |
| DNF  | DP     | 7   | Starworks Motorsport                        | Mike Forest Ian James Bill Lester Dion von Moltke                                          | Riley Mk. XI           | P      | 549    |
| DNF  | DP     | 7   | Starworks Motorsport                        | Mike Forest Ian James Bill Lester Dion von Moltke                                          | BMW 5.0L V8            | P      | 549    |
| DNF  | GT     | 69  | SpeedSource                                 | Emil Assentato Anthony Lazzaro Nick Longhi Jeff Segal                                      | Mazda RX-8             | P      | 488    |
| DNF  | GT     | 69  | SpeedSource                                 | Emil Assentato Anthony Lazzaro Nick Longhi Jeff Segal                                      | Mazda 2.0L 3-Rotor     | P      | 488    |
| DNF  | GT     | 88  | Orbit Racing                                | John Baker Guy Cosmo Johnny Mowlem Tom Papadopoulos Lance Willsey                          | Porsche 997 GT3 Cup    | P      | 444    |
| DNF  | GT     | 88  | Orbit Racing                                | John Baker Guy Cosmo Johnny Mowlem Tom Papadopoulos Lance Willsey                          | Porsche 3.6L Flat-6    | P      | 444    |
| DNF  | GT     | 48  | Miller Barrett Racing                       | Luke Hines Peter Ludwig Bryce Miller Kevin Roush                                           | Porsche 997 GT3 Cup    | P      | 411    |
| DNF  | GT     | 48  | Miller Barrett Racing                       | Luke Hines Peter Ludwig Bryce Miller Kevin Roush                                           | Porsche 3.6L Flat-6    | P      | 411    |
| DNF  | GT     | 18  | The Racer's Group/Guardian Angel            | Bob Doyle Bruce Ledoux David Quinlan Tom Sheehan Dan Watkins                               | Porsche 997 GT3 Cup    | P      | 386    |
| DNF  | GT     | 18  | The Racer's Group/Guardian Angel            | Bob Doyle Bruce Ledoux David Quinlan Tom Sheehan Dan Watkins                               | Porsche 3.6L Flat-6    | P      | 386    |
| DNF  | DP     | 90  | Spirit of Daytona Racing                    | Antonio García Darren Manning Paul Menard Buddy Rice                                       | Coyote CC/09           | P      | 346    |
| DNF  | DP     | 90  | Spirit of Daytona Racing                    | Antonio García Darren Manning Paul Menard Buddy Rice                                       | Porsche 5.0L V8        | P      | 346    |
| 33   | GT     | 63  | The Racer's Group                           | Zak Brown Richard Dean Henri Richard Mark Thomas Rene Villeneuve                           | Porsche 997 GT3 Cup    | P      | 335    |
| 33   | GT     | 63  | The Racer's Group                           | Zak Brown Richard Dean Henri Richard Mark Thomas Rene Villeneuve                           | Porsche 3.6L Flat-6    | P      | 335    |
| DNF  | DP     | 2   | Beyer Racing                                | Jared Beyer Dane Cameron Romeo Kapudija Jan-Dirk Lueders Cort Wagner                       | Crawford DP08          | P      | 319    |
| DNF  | DP     | 2   | Beyer Racing                                | Jared Beyer Dane Cameron Romeo Kapudija Jan-Dirk Lueders Cort Wagner                       | Chevrolet 5.0L V8      | P      | 319    |
| DNF  | GT     | 19  | MCM/Black Flag Racing                       | Sean Paul Breslin Riccardo Romagnoli Diego Romanini Jason Vinkemulder                      | Chevrolet Corvette C6  | P      | 316    |
| DNF  | GT     | 19  | MCM/Black Flag Racing                       | Sean Paul Breslin Riccardo Romagnoli Diego Romanini Jason Vinkemulder                      | GM 6.0L V8             | P      | 316    |
| DNF  | GT     | 20  | Matt Connolly Motorsports                   | Christophe Lapierre Jos Menten Markus Palttala Oskar Slingerland                           | Porsche 997 GT3 Cup    | P      | 276    |
| DNF  | GT     | 20  | Matt Connolly Motorsports                   | Christophe Lapierre Jos Menten Markus Palttala Oskar Slingerland                           | Porsche 3.6L Flat-6    | P      | 276    |
| DNF  | DP     | 02  | Chip Ganassi Racing with Felix Sabates      | Scott Dixon Dario Franchitti Jamie McMurray Juan Pablo Montoya                             | Riley Mk. XI           | P      | 249    |
| DNF  | DP     | 02  | Chip Ganassi Racing with Felix Sabates      | Scott Dixon Dario Franchitti Jamie McMurray Juan Pablo Montoya                             | BMW 5.0L V8            | P      | 249    |
| DNF  | GT     | 07  | Godstone Ranch Motorsports                  | Paul Edwards Davy Jones John McCutchen Leighton Reese Scott Russell                        | Chevrolet Corvette C6  | P      | 201    |
| DNF  | GT     | 07  | Godstone Ranch Motorsports                  | Paul Edwards Davy Jones John McCutchen Leighton Reese Scott Russell                        | GM 6.0L V8             | P      | 201    |
| 39   | GT     | 21  | Matt Connolly Motorsports                   | Jim Briody Toto Lassally Gabrio Rosa Tomas Steuer Spencer Trenery                          | Pontiac GTO.R          | P      | 153    |
| 39   | GT     | 21  | Matt Connolly Motorsports                   | Jim Briody Toto Lassally Gabrio Rosa Tomas Steuer Spencer Trenery                          | GM 6.0L V8             | P      | 153    |
| DNF  | GT     | 46  | Autohaus Motorsports                        | Peter Collins Romain Iannetta Shane Lewis Richard Zahn                                     | Pontiac GXP.R          | P      | 125    |
| DNF  | GT     | 46  | Autohaus Motorsports                        | Peter Collins Romain Iannetta Shane Lewis Richard Zahn                                     | GM 6.0L V8             | P      | 125    |
| DNF  | GT     | 52  | Wil Mar Racing                              | Joe Castellano Bob Michaelian Jim Michaelian Jay Wilton Filippo Marchino Nathan Swatzbaugh | Ferrari 430 Challenge  | P      | 112    |
| DNF  | GT     | 52  | Wil Mar Racing                              | Joe Castellano Bob Michaelian Jim Michaelian Jay Wilton Filippo Marchino Nathan Swatzbaugh | Ferrari 4.3L V8        | P      | 112    |
| DNF  | GT     | 64  | JLowe Racing                                | Jim Lowe Eric Lux Jim Pace Tim Sugden James Walker                                         | Porsche 997 GT3 Cup    | P      | 100    |
| DNF  | GT     | 64  | JLowe Racing                                | Jim Lowe Eric Lux Jim Pace Tim Sugden James Walker                                         | Porsche 3.6L Flat-6    | P      | 100    |
| DNF  | GT     | 30  | Racer's Edge Motorsports                    | Glenn Bocchino Jade Buford John Edwards Todd Lamb Jordan Taylor                            | Mazda RX-8             | P      | 69     |
| DNF  | GT     | 30  | Racer's Edge Motorsports                    | Glenn Bocchino Jade Buford John Edwards Todd Lamb Jordan Taylor                            | Mazda 2.0L 3-Rotor     | P      | 69     |
| DNF  | GT     | 42  | Team Sahlen                                 | Joe Nonnamaker Wayne Nonnamaker Will Nonnamaker Joe Sahlen                                 | Mazda RX-8             | P      | 27     |
| DNF  | GT     | 42  | Team Sahlen                                 | Joe Nonnamaker Wayne Nonnamaker Will Nonnamaker Joe Sahlen                                 | Mazda 2.0L 3-Rotor     | P      | 27     |
| DNS  | GT     | 08  | Sigalsport                                  | Fred Poordad Gene Sigal Rusty West Roger Yasukawa                                          | Ferrari F430 Challenge | P      | 0      |
| DNS  | GT     | 08  | Sigalsport                                  | Fred Poordad Gene Sigal Rusty West Roger Yasukawa                                          | Ferrari 4.3L V8        | P      | 0      |

1962 · 1963 · 1964 · 1965 · 1966 · 1967 · 1968 · 1969 · 1970 · 1971 · 1972 · 1973 · 1974 · 1975 · 1976 · 1977 · 1978 · 1979 · 1980 · 1981 · 1982 · 1983 · 1984 · 1985 · 1986 · 1987 · 1988 · 1989 · 1990 · 1991 · 1992 · 1993 · 1994 · 1995 · 1996 · 1997 · 1998 · 1999 · 2000 · 2001 · 2002 · 2003 · 2004 · 2005 · 2006 · 2007 · 2008 · 2009 · 2010 · 2011 · 2012 · 2013 · 2014 · 2015 · 2016 · 2017 · 2018 · 2019 · 2020 · 2021 · 2022 · 2023 · 2024 · 2025